# Himmelbjergegnens Natur- og Idrætsefterskole
Himmelbjergegnens Natur- og Idrætsefterskole (HNIE) er en efterskole beliggende ca. 8 km fra Ry og ca. 12 km fra Silkeborg, som blev etableret i 1984. Efterskolen er beliggende i bebyggelsen Glarbo, som ligger i Skanderborg Kommune.
Efterskolen er det eneste sted i Danmark, hvor der udbydes orientering som linje.
Skolen har plads til 110 elever fordelt på én 9. klasse og tre 10. klasser.

## Linjer
Efterskolen har specialiseret sig i natursport og friluftsliv. I 2020 udbydes der i alt følgende fem linjer:
- Orientering
- Adventure race
- Mountainbike
- Islandsheste (ridelinje)
- Outdoor

Eleverne tager årligt på én linjetur samt to vandreture, »3-døgns-turen«, som er forbedredende til »Thy-turen«, som er ca. 80-100 km. vandring.

## Faciliteter

### Knøsgården
Siden 1992 har efterskolen rådet over en nedlagt landbrugsejendom med 45 hektar skov, som er beliggende ca. 2 km. fra skolen. Gården er hjemsted for skolens og elevernes egne islandske heste, men bruges også i høj grad af skolens friluftslivslinje. Hvert år overnatter 3000 personer på gårdens tilstødende lejrplads. Udover besøger 2500 kursister gården hvert år.

### Feltstationen
Et gammelt sommerhus, som blev erhvervet i 1995. Her huses efterskolens kanoer og kajakker.

## Kendte elever
- Ida Bobach (2008-09)
- Louise Schack Elholm (1993-94)[1]